# CHOD-FM
CHOD-FM est une station de radio communautaire francophone située à Casselman dans les comtés unis de Prescott et Russell et rejoignant Cornwall, en Ontario. Gérée et opérée par la coopérative de radio communautaire d'Alexandria-Cornwall, elle est une station à but non lucratif servant la communauté franco-ontarienne de la région. Elle diffuse à la fréquence 92,1 MHz sur la bande FM.

## Histoire
Après avoir obtenu une licence du CRTC en 1993, la station est lancée le 1er mai 1994.
En octobre 2016, les studios de la station se sont déplacés à Casselman, afin de mieux servir et étendre sur tout son territoire.
En janvier 2023, le FM 92.1 - Est ontarien devient le 92.1 GO FM.
Son signal en stéréo est même reçu depuis Saint-Jérôme dans la région des Laurentides.